# هنري إي. هدسون
هنري إي. هدسون (بالإنجليزية: Henry E. Hudson)‏ هو محامي وقاضي أمريكي، ولد في 24 يوليو 1947 في واشنطن العاصمة في الولايات المتحدة.